# E-Prix di Monaco 2017
L'E-Prix di Monaco 2017 è stata la quinta prova della terza stagione del campionato di Formula E e la seconda edizione dell'E-Prix di Monaco.

## Risultati[1]

### Qualifiche
| Pos.                      | No. | Driver                 | Team             | Time     | Gap    | Grid |
| ------------------------- | --- | ---------------------- | ---------------- | -------- | ------ | ---- |
| 1                         | 9   | Sébastien Buemi        | e.Dams-Renault   | 53.313   | —      | 1    |
| 2                         | 11  | Lucas Di Grassi        | Audi Sport ABT   | 53.550   | +0.237 | 2    |
| 3                         | 3   | Nelson Piquet Jr.      | NextEV NIO       | 53.606   | +0.293 | 3    |
| 4                         | 25  | Jean-Éric Vergne       | Techeetah        | 53.756   | +0.443 | 4    |
| 5                         | 5   | Maro Engel             | Venturi          | 55.013   | +1.700 | 5    |
| 6                         | 19  | Felix Rosenqvist       | Mahindra         | 53.609   | +0.296 | 6    |
| 7                         | 37  | José María López       | DS Virgin Racing | 53.666   | +0.353 | 7    |
| 8                         | 23  | Nick Heidfeld          | Mahindra         | 53.687   | +0.374 | 8    |
| 9                         | 66  | Daniel Abt             | Audi Sport ABT   | 53.725   | +0.412 | 9    |
| 10                        | 2   | Sam Bird               | DS Virgin Racing | 53.729   | +0.416 | 10   |
| 11                        | 4   | Stéphane Sarrazin      | Venturi          | 53.846   | +0.533 | 11   |
| 12                        | 6   | Loïc Duval             | Dragon-Penske    | 53.929   | +0.626 | 20   |
| 13                        | 27  | Robin Frijns           | Andretti         | 54.034   | +0.722 | 12   |
| 14                        | 33  | Esteban Gutiérrez      | Techeetah        | 54.092   | +0.779 | 13   |
| 15                        | 20  | Mitch Evans            | Jaguar           | 54.115   | +0.802 | 14   |
| 16                        | 88  | Oliver Turvey          | NextEV NIO       | 54.522   | +1.209 | 15   |
| 17                        | 28  | António Félix da Costa | Andretti         | 54.631   | +1.419 | 16   |
| 18                        | 47  | Adam Carroll           | Jaguar           | 55.031   | +1.718 | 17   |
| 19                        | 8   | Nicolas Prost          | e.Dams-Renault   | 55.081   | +1.768 | 18   |
| Tempo limite 107%: 55.045 |     |                        |                  |          |        |      |
| 20                        | 7   | Jérôme d'Ambrosio      | Dragon-Penske    | 1:00.636 | +7.033 | 19   |
|                           |     |                        |                  |          |        |      |

### Gara
| Pos. | No. | Pilota                 | Team             | Giri | Tempo/Ritiro  | Grid | Punti |
| ---- | --- | ---------------------- | ---------------- | ---- | ------------- | ---- | ----- |
| 1    | 9   | Sébastien Buemi        | e.Dams-Renault   | 51   | 51:05.488     | 1    | 28    |
| 2    | 11  | Lucas Di Grassi        | Audi Sport ABT   | 51   | +0.320        | 2    | 18    |
| 3    | 23  | Nick Heidfeld          | Mahindra         | 51   | +13.678       | 8    | 15    |
| 4    | 3   | Nelson Piquet Jr.      | NextEV NIO       | 51   | +19.074       | 3    | 12    |
| 5    | 5   | Maro Engel             | Venturi          | 51   | +19.518       | 5    | 10    |
| 6    | 19  | Felix Rosenqvist       | Mahindra         | 51   | +19.599       | 6    | 8     |
| 7    | 66  | Daniel Abt             | Audi Sport ABT   | 51   | +20.430       | 9    | 6     |
| 8    | 33  | Esteban Gutiérrez      | Techeetah        | 51   | +32.295       | 13   | 4     |
| 9    | 8   | Nicolas Prost          | e.Dams-Renault   | 51   | +35.667       | 18   | 2     |
| 10   | 20  | Mitch Evans            | Jaguar           | 51   | +38.410       | 14   | 1     |
| 11   | 28  | António Félix da Costa | Andretti         | 51   | +1:08.330     | 16   |       |
| 12   | 27  | Robin Frijns           | Andretti         | 51   | +1:14.053     | 12   |       |
| 13   | 88  | Oliver Turvey          | NextEV NIO       | 50   | Fine batteria | 15   |       |
| 14   | 47  | Adam Carroll           | Jaguar           | 50   | +1 giro       | 17   |       |
| 15   | 4   | Stéphane Sarrazin      | Venturi          | 49   | Fine batteria | 11   |       |
| Rit  | 37  | José María López       | DS Virgin Racing | 43   | Sospensione   | 7    |       |
| Rit  | 7   | Jérôme d'Ambrosio      | Dragon Racing    | 43   | Motore        | 19   |       |
| Rit  | 6   | Loïc Duval             | Dragon Racing    | 40   | Freni         | 20   |       |
| Rit  | 2   | Sam Bird               | DS Virgin Racing | 36   | Sospensione   | 10   | 1     |
| Rit  | 25  | Jean-Éric Vergne       | Techeetah        | 20   | Collisione    | 4    |       |
|      |     |                        |                  |      |               |      |       |

## Classifiche

### Piloti
| +/– | Pos | Pilota           | Punti    |
| --- | --- | ---------------- | -------- |
|     | 1   | Sébastien Buemi  | 104      |
|     | 2   | Lucas Di Grassi  | 89 (–15) |
|     | 3   | Nicolas Prost    | 48 (–58) |
|     | 4   | Jean-Éric Vergne | 40 (–64) |
|     | 5   | Sam Bird         | 34 (–70) |

### Squadre
| +/– | Pos | Team           | Punti     |
| --- | --- | -------------- | --------- |
|     | 1   | e.Dams-Renault | 152       |
|     | 2   | Audi Sport ABT | 115 (–37) |
| 2   | 3   | Mahindra       | 60 (–88)  |
| 1   | 4   | Techeetah      | 45 (–107) |
| 2   | 5   | Virgin-Citröen | 44 (–108) |

## Altre gare
- E-Prix di Monaco 2015
- E-Prix di Monaco 2019
- E-Prix di Città del Messico 2017
- E-Prix di Parigi 2017